# Chöch Serch uul
Chöch Serch uul (mong. Хөх сэрхийн нуруу) – góra położone w zachodniej Mongolii, na terenie ajmaku bajanolgijskiego. Stanowią część Ałtaju Gobijskiego. Najwyższy szczyt to Tachilt orgil osiągający 4019 m n.p.m.

## Turystyka
W górach znajduje się rezerwat przyrody chroniący występującą tu owcę dziką i koziorożca syberyjskiego.